# Rooie Sien
Rooie Sien is een Nederlandse speelfilm uit 1975 onder regie van Frans Weisz, geproduceerd door Rob du Mée. Het verhaal is gebaseerd op het gelijknamige volkstoneelstuk van Marius Spree uit het begin van de 20ste eeuw. Beppie Nooij jr. vertolkte de rol van Rooie Sien op het toneel een kleine 1500 keer. Voor de film viel de keus op Willeke Alberti in de rol van de jonge Sien. Nooij vertolkte in de film de rol van Siens moeder.

## Verhaal
Rooie Sien begint in 1912, het jaar waarin Rooie Sien door haar man Ko Breman wordt vermoord, omdat ze niet met hem mee terug wil naar Rotterdam. Sien werkt als prostituee in Amsterdam, waar Mooie Frans haar pooier is en café De Kikker haar werkterrein. Sien is wat ze vroeger een animeermeisje noemden: ze zingt liedjes, houdt klanten bezig, zorgt ervoor dat ze voldoende verteren in het café en vergezelt ze desnoods tot in bed. Dochter Sientje groeit in Rotterdam op bij haar grootouders, de vader en moeder van Ko.
1923. Sientje is bijna volwassen en heeft een avontuurlijke inslag. Buurjongen Gerrit van Buren, zoon van de kruidenier, heeft een oogje op Sientje maar die hunkert naar meer spanning. Tijdens het 25-jarig jubileum van buurtkruidenier Van Buren ontmoet ze tijdens een straatfeest de artiest Jan Meier. Ze is gefascineerd door zijn kunsten en gladde manieren en besluit met hem in zee te gaan om zingen en dansen te leren en uiteindelijk samen te gaan optreden. Ze komen terecht in het etablissement van Belze Marie en Pierre waar Sien al snel een gevierde ster wordt. Jan en Sien blijven het café van Belze Marie trouw, maar hun verhouding wordt er niet beter op, zeker niet wanneer zich een kindje aandient... Sien heeft het ook moeilijk met het accepteren van haar vader, die haar in het café komt opzoeken. Ko kan het maar moeilijk aanzien dat Sien zoveel gelijkenissen vertoont met haar moeder; hij voorziet dat ze in de goot belandt, maar Sien blijft doof voor zijn argumenten, helemaal als ze erachter komt dat Ko niet eens haar echte vader is.
1932. Belze Marie en haar man hebben inmiddels een goedlopend cabaret in Den Haag, en Jan en Sien zijn meeverhuisd. Maar hun relatie wankelt. Sien krijgt een steeds grotere hekel aan de oppervlakkige liedjes die ze moet zingen, Jan heeft meer oog voor de blonde danseres Angelique dan voor Sien. Als Jan en Angelique praktisch onder Siens ogen een verhouding beginnen is de maat voor haar vol. Na het zingen van het lied 'Telkens weer', vlucht ze de zaak uit. Op nieuwjaarsdag 1933 gaat het stel definitief uit elkaar. Als Jan de deur uit is gelopen, dient haar vader zich weer aan. En nu breekt er iets bij Sien; ze gaat met hem mee terug naar Rotterdam om voor haar grootouders te zorgen.

## Rolverdeling
| Acteur             | Personage                                     |
| ------------------ | --------------------------------------------- |
| Beppie Nooij jr.   | Sien Breman                                   |
| Willeke Alberti    | Sien junior                                   |
| Myra Ward          | Oma Breman                                    |
| Wim van den Brink  | Opa Breman                                    |
| Cor van Rijn       | Mooie Frans, souteneur                        |
| Wim Kouwenhoven    | Keesbaas, klant van Sien sr.                  |
| Kees Brusse        | Ko Breman, Siens vader                        |
| Sacco van der Made | Van Buren, kruidenier                         |
| Alf van Beem       | Gerrit van Buren (tot 11 jaar oud in de film) |
| Peter Faber        | Gerrit, zijn zoon                             |
| Jules Hamel        | Jan Meier, artiest                            |
| Mimi Kok           | Tootje de Vries, zijn hospita                 |
| Gerard Thoolen     | Tonio, fotograaf                              |
| Rosy Parrish       | Belze Marie, caféhoudster                     |
| John Woodhouse     | Accordeonist Belze Marie                      |
| Geert de Jong      | Angelique, danseres                           |
| Guus Oster         | Baron                                         |
| Toby Rix           | Tiny Tino, muzikant                           |
| Hannah de Leeuwe   | Alice Wonder, danseres                        |